# Marcel Prélot
Marcel Prélot (1898, Janville; 1972, Puget) fue un político francés quien se desempeñó en varios ámbitos de la política, desde la docencia en la Facultad de Derecho de la Universidad de París y como rector de la Academia de Estrasburgo hasta en el rol de senador y como fundador del Partido Democrático Popular. 
Entre sus obras se puede citar La ciencia política, un análisis amplio del panorama político del momento pero con un valor teórico siempre vigente.
- Datos: Q3289314